# Nuoto ai Giochi della XXX Olimpiade - 200 metri rana femminili
La gara dei 200 metri rana femminili dei Giochi della XXX Olimpiade si è svolta il 1º e il 2 agosto 2012. Hanno partecipato 35 atlete.
La gara è stata vinta dalla statunitense Rebecca Soni con il tempo di 2'19"59 (nuovo record mondiale), mentre l'argento e il bronzo sono andati rispettivamente a Satomi Suzuki e a Julija Efimova.

## Formato
Gli atleti competono in due turni eliminatori; i migliori sedici tempi delle batterie si qualificano alla semifinale, mentre i migliori otto di queste ultime accedono alla finale.

## Record
Prima della competizione, i record olimpici e mondiali erano i seguenti:
| Record mondiale | 2'20"12 | Annamay Pierse Canada    | Roma, Italia 30 luglio 2009  |
| Record olimpico | 2'20"22 | Rebecca Soni Stati Uniti | Pechino, Cina 15 agosto 2008 |

## Programma
| Data      | Ora (BST/UTC+1) | Turno      |
| --------- | --------------- | ---------- |
| 1º agosto | 10:43           | Batterie   |
| 1º agosto | 20:29           | Semifinali |
| 2 agosto  | 29:40           | Finale     |

## Risultati

### Batterie
| Pos. | Batteria | Corsia | Nome                      | Nazione       | Tempo   | Note |
| ---- | -------- | ------ | ------------------------- | ------------- | ------- | ---- |
| 1    | 5        | 8      | Rebecca Soni              | Stati Uniti   | 2'21"40 | Q    |
| 2    | 5        | 6      | Rikke Pedersen            | Danimarca     | 2'22"69 | Q,   |
| 3    | 3        | 4      | Satomi Suzuki             | Giappone      | 2'23"22 | Q    |
| 4    | 5        | 5      | Micah Lawrence            | Stati Uniti   | 2'24"50 | Q    |
| 5    | 5        | 3      | Anastasia Chaun           | Russia        | 2'25"39 | Q    |
| 6    | 4        | 1      | Joline Höstman            | Svezia        | 2'25"44 | Q    |
| 7    | 3        | 3      | Ji Liping                 | Cina          | 2'25"76 | Q    |
| 7    | 3        | 1      | Back Su-Yeon              | Corea del Sud | 2'25"76 | Q    |
| 9    | 3        | 2      | Suzaan van Biljon         | Sudafrica     | 2'25"94 | Q    |
| 10   | 3        | 6      | Sally Foster              | Australia     | 2'26"04 | Q    |
| 11   | 3        | 7      | Sara El Bekri             | Marocco       | 2'26"05 | Q    |
| 12   | 4        | 5      | Kanako Watanabe           | Giappone      | 2'26"38 | Q    |
| 13   | 4        | 6      | Martha McCabe             | Canada        | 2'26"39 | Q    |
| 14   | 4        | 4      | Julija Efimova            | Russia        | 2'26"83 | Q    |
| 14   | 4        | 7      | Jeong Da-Rae              | Corea del Sud | 2'26"83 | Q    |
| 16   | 5        | 1      | Tessa Wallace             | Australia     | 2'26"94 | Q    |
| 17   | 2        | 5      | Hanna Dzerkal'            | Ucraina       | 2'27"09 |      |
| 18   | 4        | 8      | Stacey Tadd               | Gran Bretagna | 2'27"18 |      |
| 19   | 5        | 7      | Fanny Lecluyse            | Belgio        | 2'27"30 |      |
| 20   | 5        | 2      | Marina Garcia Urzainqui   | Spagna        | 2'27"57 |      |
| 21   | 3        | 5      | Tera van Beilen           | Canada        | 2'27"70 |      |
| 22   | 5        | 8      | Chiara Boggiatto          | Italia        | 2'27"74 |      |
| 23   | 3        | 8      | Sara Nordenstam           | Norvegia      | 2'27"90 |      |
| 24   | 4        | 3      | Sun Ye                    | Cina          | 2'27"94 |      |
| 25   | 4        | 2      | Nađa Higl                 | Serbia        | 2'28"38 |      |
| 26   | 2        | 6      | Martina Moravčíková       | Rep. Ceca     | 2'28"54 |      |
| 27   | 1        | 5      | Alia Atkinson             | Giamaica      | 2'28"77 |      |
| 28   | 2        | 4      | Hrafnhildur Lúthersdóttir | Islanda       | 2'29"60 |      |
| 29   | 1        | 4      | Anna Sztankovics          | Ungheria      | 2'29"67 |      |
| 30   | 2        | 7      | Dilara Busa Gunaydin      | Turchia       | 2'30"64 |      |
| 31   | 2        | 1      | Sarra Lajnef              | Tunisia       | 2'31"15 |      |
| 32   | 2        | 2      | Jenna Laukkanen           | Finlandia     | 2'31"23 |      |
| 33   | 2        | 3      | Tanja Šmid                | Slovenia      | 2'32"19 |      |
| 34   | 1        | 3      | Dariya Talanova           | Kirghizistan  | 2'38"01 |      |

### Semifinali
| Pos. | Corsia | Nome            | Nazione       | Tempo   | Note |
| ---- | ------ | --------------- | ------------- | ------- | ---- |
| 1    | 4      | Rikke Pedersen  | Danimarca     | 2'22"23 | Q,   |
| 2    | 1      | Julija Efimova  | Russia        | 2'23"02 | Q    |
| 3    | 5      | Micah Lawrence  | Stati Uniti   | 2'23"39 | Q    |
| 4    | 2      | Sally Foster    | Australia     | 2'24"46 | Q    |
| 5    | 6      | Suyeon Back     | Corea del Sud | 2'24"67 |      |
| 6    | 3      | Joline Höstman  | Svezia        | 2'24"77 |      |
| 7    | 7      | Kanako Watanabe | Giappone      | 2'27"32 |      |
| 8    | 8      | Tessa Wallace   | Australia     | 2'27"38 |      |

| Pos. | Corsia | Nome              | Nazione       | Tempo   | Note |
| ---- | ------ | ----------------- | ------------- | ------- | ---- |
| 1    | 4      | Rebecca Soni      | Stati Uniti   | 2'20"00 | Q,   |
| 2    | 5      | Satomi Suzuki     | Giappone      | 2'22"40 | Q    |
| 3    | 2      | Suzaan van Biljon | Sudafrica     | 2'23"21 | Q,   |
| 4    | 1      | Martha McCabe     | Canada        | 2'24"09 | Q    |
| 5    | 7      | Sara El Bekri     | Marocco       | 2'25"86 |      |
| 6    | 3      | Anastasia Chaun   | Russia        | 2'26"08 |      |
| 7    | 6      | Liping Ji         | Cina          | 2'27"26 |      |
| 8    | 8      | Da-rae Jeong      | Corea del Sud | 2'28"74 |      |

### Finale
| Pos. | Corsia | Nome              | Nazione     | Tempo   | Note             |
| ---- | ------ | ----------------- | ----------- | ------- | ---------------- |
|      | 4      | Rebecca Soni      | Stati Uniti | 2'19"59 | Record mondiale  |
|      | 3      | Satomi Suzuki     | Giappone    | 2'20"72 | Record asiatico  |
|      | 6      | Julija Efimova    | Russia      | 2'20"92 |                  |
| 4    | 5      | Rikke Pedersen    | Danimarca   | 2'21"65 | Record nazionale |
| 5    | 1      | Martha McCabe     | Canada      | 2'23"16 |                  |
| 6    | 7      | Micah Lawrence    | Stati Uniti | 2'23"27 |                  |
| 7    | 2      | Suzaan van Biljon | Sudafrica   | 2'23"72 |                  |
| 8    | 8      | Sally Foster      | Australia   | 2'26"00 |                  |